# 梧州
梧州（ごしゅう）は、中国にかつて存在した州。唐代から元初にかけて、現在の広西チワン族自治区梧州市一帯に設置された。

## 概要
621年（武徳4年）、唐が蕭銑を滅ぼすと、蒼梧郡が梧州と改められた。梧州は蒼梧・豪静・開江の3県を管轄した。742年（天宝元年）、梧州は蒼梧郡と改称された。758年（乾元元年）、蒼梧郡は梧州の称にもどされた。梧州は嶺南道の桂管十五州に属し、蒼梧・戎城・孟陵の3県を管轄した。
宋のとき、梧州は広南西路に属し、蒼梧県を管轄した。
1277年（至元14年）、元により梧州に安撫司が置かれた。1279年（至元16年）、梧州安撫司は梧州路総管府と改められた。梧州路は湖広等処行中書省に属し、蒼梧県を管轄した。
1368年（洪武元年）、明により梧州路は梧州府と改められた。梧州府は広西省に属し、直属の蒼梧・藤・容・岑渓・懐集の5県と鬱林州に属する博白・北流・陸川・興業の4県、合わせて1州9県を管轄した。
清のとき、梧州府は広西省に属し、蒼梧・藤・容・岑渓・懐集の5県を管轄した。
1913年、中華民国により梧州府は廃止された。